# Liste des films distribués par Universal Pictures
| Sommaire : | Années 1910 - Années 1920 - Années 1930 - Années 1940 - Années 1950 - Années 1960 - Années 1970 - Années 1980 - Années 1990 - Années 2000 - Années 2010 - Années 2020 |

## Distribution
Cette liste recense les articles de l'encyclopédie consacrés aux films distribués par Universal Studios qui n'ont pas été produits par la compagnie, classés par année de première sortie en salles.

### Années 1910
- 1913 : The Spring in the Desert de Frank Montgomery
- 1913 : In Love and War de Thomas H. Ince et Allan Dwan
- 1913 : Criminals d'Allan Dwan
- 1915 : Every Man's Money de Lynn Reynolds
- 1915 : The Third Partner de Lynn Reynolds
- 1915 : The Vengeance of Guido de Lynn Reynolds
- 1915 : A Pure Gold Partner de Lynn Reynolds
- 1915 : In the Sunset Country de Burton L. King
- 1915 : For Professional Reasons de Burton L. King
- 1915 : Honor Thy Husband de Lynn Reynolds
- 1915 : The Mirror of Justice de Lynn Reynolds
- 1915 : His Good Name de Lynn Reynolds
- 1915 : The Terrible Truth de Lynn Reynolds

### Années 1940
- 1945 : The Strange Affair of Uncle Harry de Robert Siodmak
- 1947 : Le Crime de Madame Lexton (Ivy) de Sam Wood
- 1948 : Les Amants traqués (Kiss the Blood Off My Hands) de Norman Foster

### Années 1950
- 1950 : Madeleine de David Lean
- 1950 : Dans l'ombre de San Francisco (Woman on the Run) de Norman Foster

### Années 1970
- 1971 : Un frisson dans la nuit (Play Misty for Me) de Clint Eastwood

### Années 1980
- 1989 : Les Banlieusards (The yeh'Burbs) de Joe Dante

### Années 1990
- 1990 : Comme un oiseau sur la branche (Bird on a Wire) de John Badham
- 1991 : Le Sous-sol de la peur (The People Under the Stairs) de Wes Craven
- 1991 : Retour vers le futur 3 (Back to the Future Part III) de Robert Zemeckis
- 1992 : La Liste de Schindler (Schindler's List) de Steven Spielberg
- 1993 : Jurassic Park de Steven Spielberg
- 1993 : L'Affaire Karen McCoy de Russell Mulcahy
- 1997 : Le Monde perdu : Jurassic Park (The Lost World: Jurassic Park) de Steven Spielberg
- 1999 : La Momie de Stephen Sommers

### Années 2000
- 2000 : American Girls de Peyton Reed
- 2001 : Le Retour de la Momie de Stephen Sommers
- 2001 : Mulholland Drive de David Lynch
- 2004 : American Girls 2 de Damon Santostefano
- 2006 : Le Dahlia noir (The Black Dahlia) de Brian De Palma
- 2006 : Bienvenue en prison (Let's Go to Prison) de Bob Odenkirk
- 2008 : Jeux de dupes (Leatherheads) de George Clooney
- 2008 : Bons baisers de Bruges de Martin McDonagh
- 2008 : La Momie : La Tombe de l'empereur Dragon de Rob Cohen

### Années 2010
- 2012 : Zero Dark Thirty de Kathryn Bigelow
- 2013 : Moi, moche et méchant de Chris Renaud et Pierre Coffin
- 2014 : Lucy de Luc Besson
- 2015 : Cinquante nuances de Grey (Fifty Shades of Grey ) de Sam Taylor-Johnson
- 2016 : Agents presque secrets de Rawson Marshall Thurber
- 2016 : In a Valley of Violence de Ti West
- 2017 : La Momie d'Alex Kurtzman
- 2018 : Action ou Vérité de Jeff Wadlow
- 2018 : Halloween de David Gordon Green
- 2019 : Abominable de Jill Culton et Todd Wilderman

### Années 2020
- 2020 : The Hunt de Craig Zobel
- 2020 : La Mission de Paul Greengrass
- 2021 : Last Night in Soho d'Edgar Wright
- 2021 : Spirit : L'Indomptable (Spirit Untamed) d'Elaine Bogan
- 2021 : Nobody d'Ilya Naishuller
- 2021 : Halloween Kills de David Gordon Green
- 2022 : Ambulance de Michael Bay
- 2022 : The Fabelmans de Steven Spielberg
- 2022 : Firestarter de Keith Thomas
- 2022 : Halloween Ends de David Gordon Green
- 2022 : M3GAN de Gerard Johnstone
- 2023 : Knock at the Cabin de M. Night Shyamalan
- 2024 : Wicked: Part One de Jon Chu
- 2024 : Argylle de Matthew Vaughn
- 2024 : Wolf Man de Leigh Whannell
- 2024 : Nosferatu de Robert Eggers
- 2025 : Les Bad Guys 2 (The Bad Guys 2) de Pierre Perifel
- 2025 : M3GAN 2.0 de Gerard Johnstone
- 2026 : SOULM8TE de Kate Dolan